# Arrhenopterum heterostichum
Arrhenopterum heterostichum là một loài rêu trong họ Aulacomniaceae. Loài này được Hedw. mô tả khoa học đầu tiên năm 1801.